# Alexandre Darracq

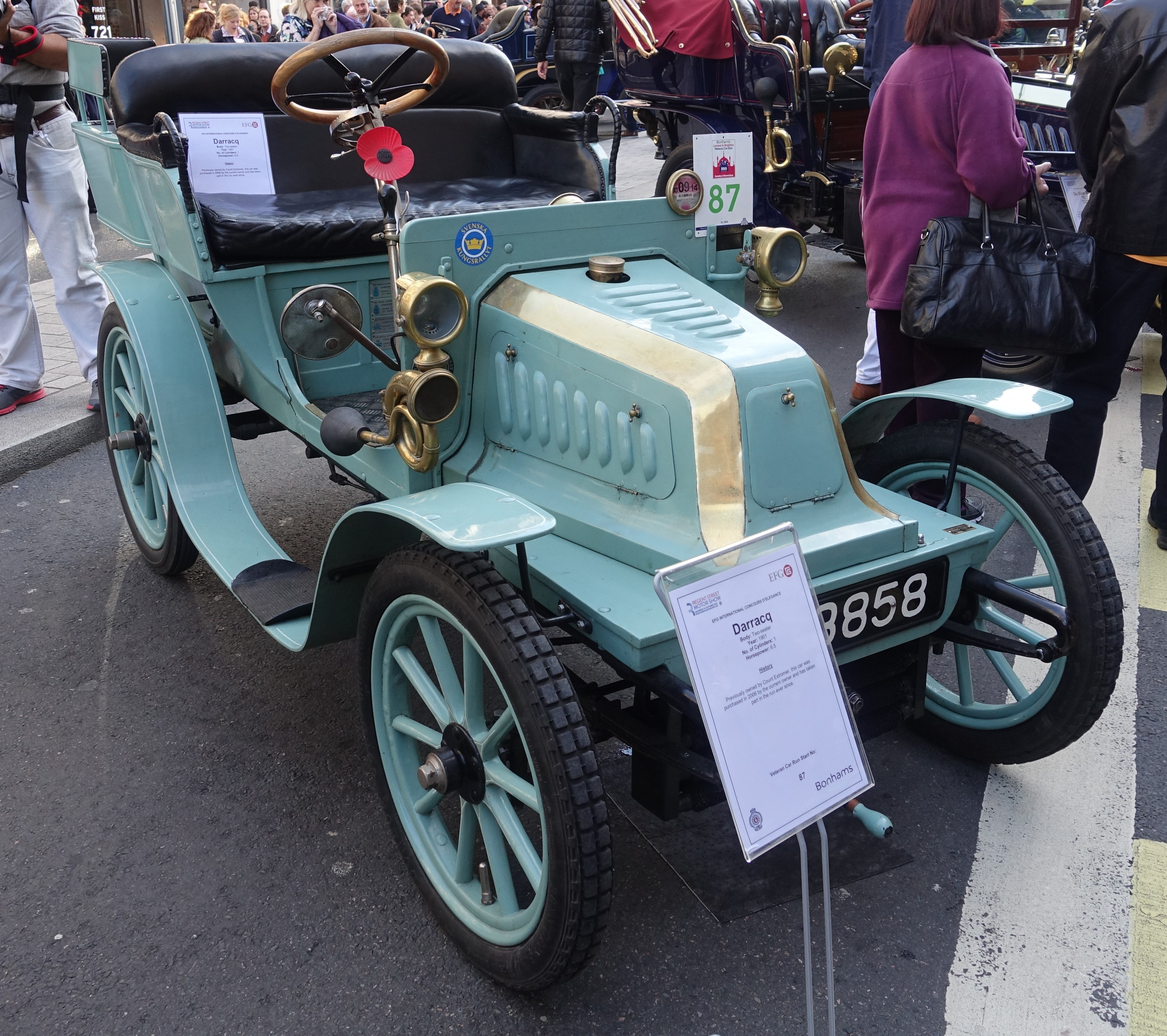
Darracq 6,5 CV (1901)

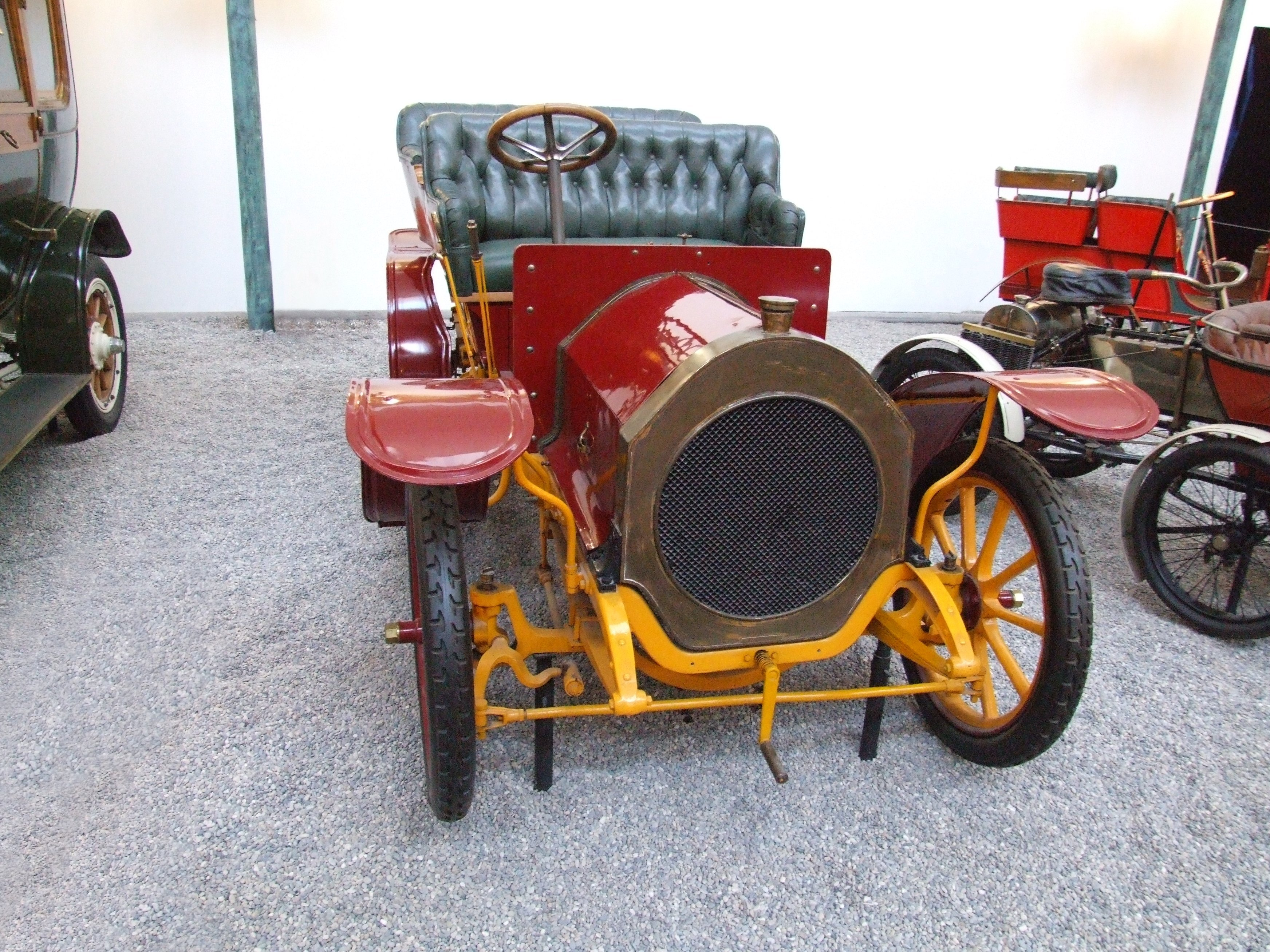
Gladiator Double Phaeton de 1907, 2 cilindros, 2423 cc, 12 PS, 45 km/h, Cité de l'Automobile, Mulhouse, Francia

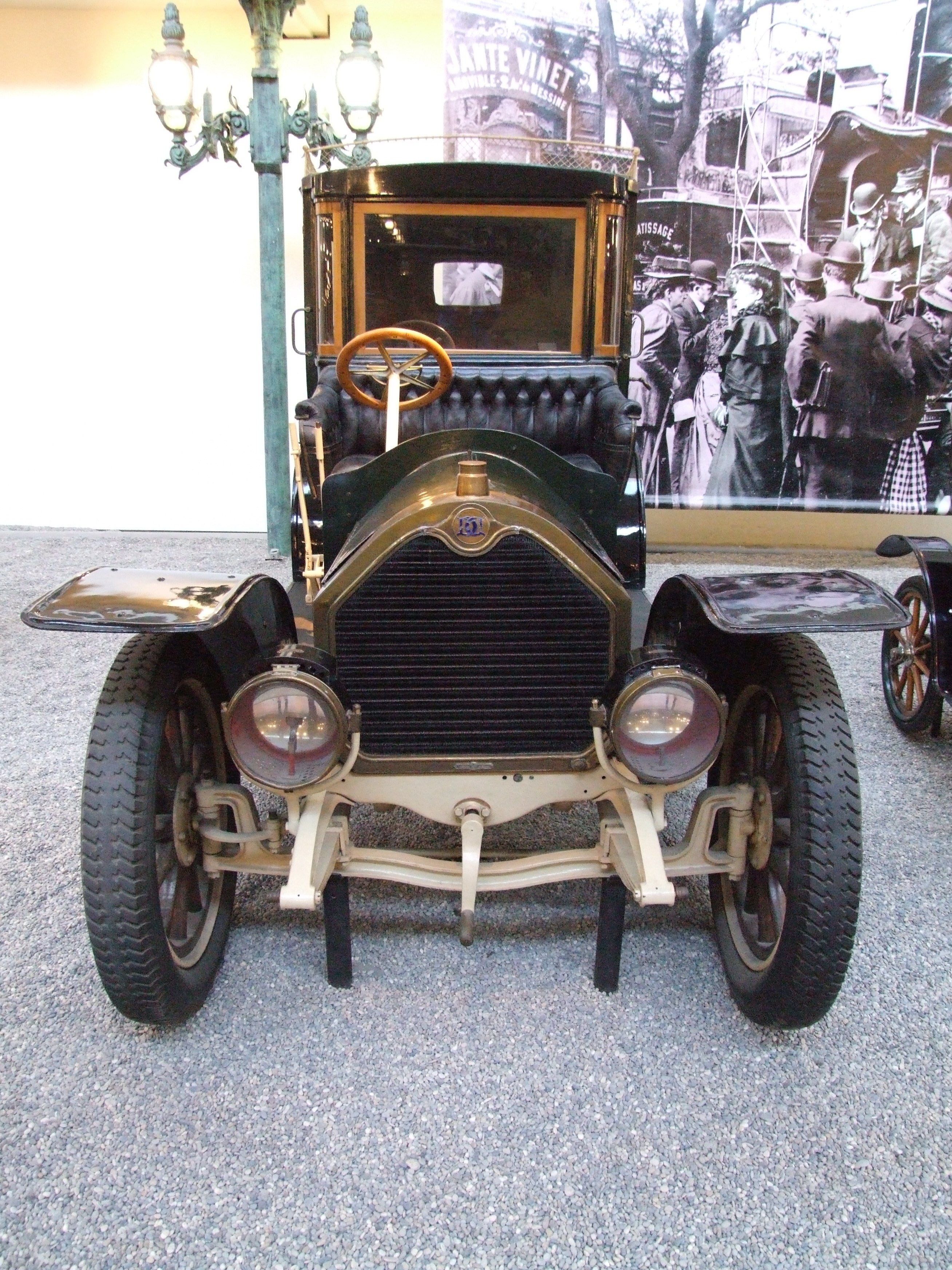
Darracq Coupé Chaffeur SS 20/28 de 1907, 4 cilindros, 28,5 PS, 4728 cc, 70 km/h, Cité de l'Automobile, Mulhouse, Francia

Alexandre Darracq (10 de noviembre de 1855 - 2 de noviembre de 1931) fue un inversor, ingeniero, fabricante de bicicletas y fabricante de automóviles francés. En 1904, Darracq producía más del diez por ciento de todos los automóviles en Francia y vendió una parte sustancial de su negocio a inversores británicos. Se quedó fascinado con las posibilidades de un motor de válvula rotatoria, lo puso en producción, y aunque se convirtió en un desastre, Darracq y Cie insistió en instalarlo en los productos Darracq. Se vio obligado a retirarse en junio de 1912 a la edad de 56 años y, después del Armisticio de la Primera Guerra Mundial, su nombre fue retirado de los productos fabricados en masa en su factoría de Suresnes.

## Máquinas de coser y ciclos
Pierre Alexandre Darracq nació en Burdeos, Francia, de padres vascos. Se formó como delineante en el Arsenal en Tarbes, en el departamento de los Altos Pirineos. Más adelante trabajó en la producción de máquinas de coser en la fábrica de la marca Hurtu. Darracq diseñó una máquina que ganó una medalla de oro en exposición Universal de París (1889). Fundó la empresa de fabricación de bicicletas Ciclos Gladiator en 1891. Vendió su compañía de gran éxito en 1896 por una cantidad sustancial y durante un breve período de tiempo entró en el negocio de la fabricación de automóviles eléctricos. En aquella época adquirió un gran interés en el motor rotativo del fabricante de motocicletas Millet.

## Automóviles
Fundó Automobiles Darracq France en Suresnes, cerca de París, donde fue pionero en la fabricación de chasis de acero prensado y en el uso de maquinaria de producción en lugar de mano de obra. A pesar de haber establecido un negocio automovilístico y haber tomado clases de conducir en julio de 1896, a Darracq no le gustaba conducir automóviles o incluso viajar en ellos. Su único y principal interés era fabricar automóviles y ganar dinero con ellos.
En 1904, Darracq producía más del diez por ciento de todos los automóviles en Francia. Su compañía se involucró competiciones automovilísticas, y ganó varias carreras importantes, incluidas las Copas Vanderbilt de 1905 y 1906 en los Estados Unidos. Dos veces estableció un nuevo récord de velocidad en tierra en 1904 y 1905. Louis Chevrolet fue mecánico y pilotó los Darracq representando a Francia en estas pruebas. El éxito en las carreras elevó la imagen de la marca Darracq, por lo que pudo expandirse a Inglaterra y formar sociedades bajo licencia.

## Londres
En 1904 vendió su negocio a inversores británicos, que fundaron A Darracq and Co en la que tenía una participación sustancial y era director. Se mantuvo como gerente de la empresa, y al año siguiente, A Darracq and Company pasó a formar parte de la Bolsa de Londres, tomando el nombre de A Darracq and Company (1905) Limited. A partir de entonces, el control financiero permaneció en Londres.

## Italia y Alemania
Darracq recaudó una cantidad de capital sustancial mediante emisiones de acciones en Italia (con Cavaliere Ugo Stella), en Alemania (con Adam Opel) y en Vitoria, en la región vasca de España. La compañía que se convirtió en Alfa Romeo se fundó como Società Anonima Italiana Darracq (SAID) en 1906.

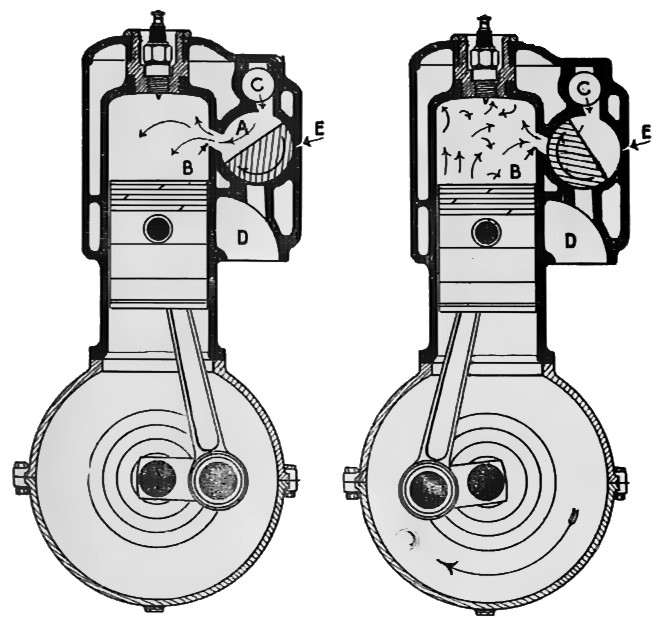
Motor Darracq de válvula rotativa

Después de insistir personalmente en que el nuevo modelo de 1911 emplease el motor de válvula rotativa diseñado por Charles-Edouard Henriod, Alexadre Darracq renunció a su cargo ante los malos resultados de esta decisión.
En 1913, vendió su parte a inversores británicos y se centró en otros intereses, incluida la explotación del casino de Deauville. Después de la Primera Guerra Mundial, decidió retirarse a la Costa Azul (Francia), donde participó conjuntamente con inversores belgas que se hicieron cargo del lujoso y problemático Hotel Negresco en Niza.
Murió en 1931 en su casa en Montecarlo y fue enterrado junto a su esposa Louise (1850-1920) en el mausoleo familiar en el Cementerio del Père-Lachaise de París.